# Liste der Kulturdenkmäler in Odenbach
In der Liste der Kulturdenkmäler in Odenbach sind alle Kulturdenkmäler der rheinland-pfälzischen Ortsgemeinde Odenbach aufgeführt. Grundlage ist die Denkmalliste des Landes Rheinland-Pfalz (Stand: 6. September 2022).

## Denkmalzonen
| Bezeichnung                    | Lage | Baujahr | Beschreibung | Bild                           |
| ------------------------------ | --- | ------- | --- | ------------------------------ |
| Denkmalzone Burg Odenbach      | Hauptstraße/Im Weiher Lage | um 1200 | Talburg bei der Mündung des Odenbachs in den Glan, um 1200 angelegt; erhalten ein Stück des Bergfrieds (sogenannter Weiherturm); die Denkmalzone umfasst den Bereich zwischen Hauptstraße, Odenbach und Glan einschließlich der Wasserläufe. | weitere Bilder Fotos hochladen |
| Denkmalzone Ortskern           | Dietzengasse, Grabenstraße, Kirchhofstraße, Hauptstraße, Hammelsgasse, Heilsgasse, Heringsgasse, Kümmelstraße, Mühlstraße, Wassergasse Lage |         | Gefüge des spätmittelalterlichen Landstädtchens im Straßengrundriss erhalten, Bebauung nach dem Stadtbrand von 1733 fast ausschließlich aus dem 18. und 19. Jahrhundert, mit Kirche, Pfarrhaus, Synagoge, Rathaus, Mühle; die in der zweiten Hälfte des 14. Jahrhunderts errichtete Stadtmauer im Süden auf einem Viertel der ehemaligen Länge erhalten, zugehörig Freiflächen vor den Mauern, Trockengraben im Norden und Osten durch die Grabenstraße angegeben | Fotos hochladen                |
| Denkmalzone Jüdischer Friedhof | südlich des Ortes Lage | 1845    | umfriedetes Areal, wohl 1845 angelegt; 74 Grabsteine aus Sandstein, große Formenvielfalt, 1846 bis 1938, seit 1974 ein Sammelgrab mit Gebeinen vom alten Friedhof in Lauterecken | weitere Bilder Fotos hochladen |

## Einzeldenkmäler
| Bezeichnung                 | Lage                                    | Baujahr         | Beschreibung | Bild                           |
| --------------------------- | --------------------------------------- | --------------- | --- | ------------------------------ |
| Rathaus                     | Hauptstraße 7 Lage                      | um 1570         | sandsteingegliederter Putzbau mit Arkadenhalle, um 1570; ortsbildprägend                                                                       | Fotos hochladen                |
| Pfarrhof                    | Hauptstraße 24 Lage                     | 1788            | ehemaliger Pfarrhof; stattlicher Walmdachbau, 1788, Architekt Friedrich Gerhard Wahl, Zweibrücken; offene Remise mit Ställen                   | Fotos hochladen                |
| Hofanlage                   | Hauptstraße 41/43 Lage                  | 1818            | Dreiseithof, 1818; zwei Krüppelwalmdachbauten, eingeschossige Nebengebäude, zweiteilige Toranlage; zusammen mit Hauptstraße 45 ortsbildprägend | Fotos hochladen                |
| Hofanlage                   | Hauptstraße 45 Lage                     | 1820            | Dreiseithof, 1820; zwei Krüppelwalmdachbauten, überdachte Toranlage; zusammen mit Hauptstraße 41/43 ortsbildprägend                            | Fotos hochladen                |
| Weiherturm                  | Im Weiher Lage                          | um 1200         | Rest des Bergfrieds der bei der Mündung des Odenbachs in den Glan gelegenen Talburg, um 1200                                                   | weitere Bilder Fotos hochladen |
| Synagoge Odenbach           | Kirchhofstraße 19 Lage                  | 1752            | ehemalige Synagoge; eingeschossiger Putzbau mit Fachwerkgiebeln, bezeichnet 512 (= 1752); Frauenempore von 1835, spätbarocke Ausmalung         | Fotos hochladen                |
| Protestantische Pfarrkirche | Kirchhofstraße 29 Lage                  | 14. Jahrhundert | Saalbau, 1764/65, Architekt Philipp Heinrich Hellermann, Zweibrücken; Turm 1508 (Erdgeschoss aus dem 14. Jahrhundert), 1766 aufgestockt        | weitere Bilder Fotos hochladen |
| Grabstein                   | Obere Glanstraße, auf dem Friedhof Lage | 1616            | reliefierte Sandsteinplatte, bezeichnet 1616                                                                                                   | BW                             |
| Brücke                      | Waldweg Lage                            | 1748            | einbogige Bruchsteinquaderbrücke, bezeichnet 1748                                                                                              | Fotos hochladen                |